# Фокусированное интервью
Фокуси́рованное интервью́ (англ. Focused interview) — интервью, «сконцентрированное на исследовании определенных аспектов некоего особого события или ситуации, пережитой респондентом». «Отличительной чертой фокусированного интервью является то, что респондентов предварительно знакомят с предметом беседы».

## Определение
Е. В. Дмитриева отмечала, что «Р. Мертон, вводя этот метод в социологию, определял его как «фокусированное интервью» с группами, в которых „все интервьюируемые побывали в определенной ситуации: просмотрели фильм, прослушали радиопрограмму, прочитали брошюру, статью или книгу, участвовали в психологическом эксперименте или неконтролируемой, но наблюдаемой социальной ситуации“». Она указывает, что «современные дефиниции метода отличаются от первоначальной, предложенной Р. Мертоном», а в свою очередь «определение через введение понятия „глубинное интервью“ дает И. Голдман, понимая под глубиной поиск информации, не всегда проявляющейся в процессе повседневного общения, а под „интервью“ особый вид взаимодействия респондентов и социолога в процессе получения данных». А «отличительными характеристиками метода, по мнению Р. Крюгера, являются наличие сообщества индивидов, объединенных в группы по каким-либо критериям, которые в результате фокусированной дискуссии дают информацию качественного характера».

## История
Р. К. Мертон, М. Фиске и П. Кендалл писали:
Первоначально фокусированное интервью было разработано для изучения проблем, вырастающих из исследования коммуникаций и анализа пропаганды. В общих чертах эти проблемы были описаны в работах Герты Герцог, которая изучала реакции слушателей разных радиопрограмм. Во время войны Г.Герцог и старшему из авторов данной книги несколькими военными организациями было поручено изучить социальные и психологические результаты усилий, производившихся для подъема духа населения. В ходе этой работы фокусированное интервью постепенно приобрело относительно стандартизованную форму.
А. Г. Левинсон и О. И. Стучевская указывали: 
Первые же групповые фокусированные интервью, с которых принято отсчитывать историю метода, исследования, были проведены Р.Мертоном в середине 1940-х годов. Но все же, как определенное единство методических средств, фокусированные интервью оформились в парадигме, заданной уже феноменологической социологией, и далее укреплялись постмодернистским видением социальной реальности.

## Отличительные особенности
Р. К. Мертон, М. Фиске и П. Кендалл писали:
Фокусированное интервью отличается в некоторых отношениях от других типов исследовательского интервью, хотя на первый взгляд они могут показаться похожими. В широком смысле эти отличительные особенности таковы: 
- Во-первых, известно, что интервьюируемые лица были участниками некоторой определенной ситуации : они просмотрели кинофильм, прослушали аудиозапись, просмотрели определенный видео ряд, прочитали статью или книгу, принимали участие в психологическом эксперименте или в неконтролируемой, но наблюдаемой социальной ситуации (например, в политическом митинге, каком-либо ритуале).
- Во-вторых, гипотетически важные элементы, а также характер, процессы и общая структура этой ситуации предварительно проанализированы социологом. Посредством содержательного или ситуационного анализа он пришел к ряду гипотез, касающихся важности определенных сторон ситуации для тех, кто в ней участвовал.
- В-третьих, на основе этого анализа разработано руководство для проведения интервью, в котором очерчиваются важнейшие области исследования и гипотезы, которые обеспечивают выполнение критериев релевантности для информации, которая должна быть получена в ходе интервью.
- В-четвертых, интервью фокусируется на субъективных переживаниях лиц по поводу заранее проанализированной ситуации в попытке получить от респондентов их определение этой ситуации.

## Использование фокусированного интервью
Р. К. Мертон, М. Фиске и П. Кендалл писали:
Сначала первоочередной, хотя не единственной, целью фокусированного интервью было создание некоторой базы для интерпретации статистически значимых воздействий массовой информации. Но, вообще говоря, фокусированное интервью может быть полезным и для экспериментального исследования воздействий и изучения определений социальных ситуаций. Возможности такого использования фокусированного интервью могут быть кратко проиллюстрированы рассмотрением его роли по следующим четырем направлениям: 
- определение эффективных стимулов
- интерпретация расхождений между ожидаемыми и реальными результатами воздействия
- интерпретация расхождений между преобладающими воздействиями и воздействиями в отдельных подгруппах — «отклоняющиеся случаи»
- интерпретация процессов, происходящих в экспериментальных ситуациях

## Критерии эффективности
Р. К. Мертон, М. Фиске и П. Кендалл писали:
Для того чтобы обеспечить выполнение одной или нескольких функций интервью, интервьюер должен совершенствовать практику непрерывного интервьюирования. Рассмотрев большое число интервью, в которых были записаны вопросы и замечания интервьюера и ответы интервьюируемого, мы выработали ряд критериев, по которым, как нам кажется, можно судить о продуктивности или непродуктивности материалов интервью.
Коротко они таковы:
- Полнота. Интервью должно давать возможность респондентам наиболее полно освещать различные стороны стимульной ситуации и свои реакции на нее.
- Специфичность. В интервью должны быть получены точные сообщения об аспектах стимульной ситуации, которые вызвали определенные реакции интервьюируемых.
- Глубина. Интервью должно помочь интервьюируемым описать эмоциональный, когни-тивный и ценностный смысл ситуации и степень своей включенности в нее.
- Личностный контекст. Интервью должно выявлять характерные черты и предшествующий опыт интервьюируемых, которые наполняют ситуацию конкретным смыслом.

Эти критерии взаимосвязаны: они представляют собой разные оценки интервью. Сообщения могут быть классифицированы по каждому из этих направлений: они могут быть широкими или узко ограниченными; очень конкретными или общими и расплывчатыми; глубоко личными и поверхностными; указывающими на личностный контекст ответа или совершенно не связанными со статусом, ценностями и прошлым опытом индивида. Хотя эти критерии характеризуют лишь разные стороны одной и той же информации, полезно рассмотреть их отдельно для того, чтобы показать интервьюеру основные направления оценки течения интервью и возможности адекватного применения методов интервьюирования.

## Ненаправленность
Р. К. Мертон, М. Фиске и П. Кендалл писали:
Как известно, одной из важнейших причин использования интервью, а не анкет, состоит в раскрытии разнообразия релевантных реакций, независимо от того было ли это предусмотрено интервьюером. В использовании фокусированного интервью будет немного смысла, если оно сведется к жесткому списку вопросов, задаваемых интервьюером. При таком подходе не используется основное преимущество интервью перед анкетой — общение, помогающее интервьюируемому расшифровать и донести смысл, содержащийся в ситуации. Это будет означать утрату того сотрудничества, которое поощряет интервьюируемого к рассмотрению собственного опыта до тех пор, пока не будет достигнута определенная степень ясности. Поддержание спонтанности сообщений не является, конечно, отличительной особенностью фокусированного интервью, напротив, это одна из характеристик, которая роднит его с ненаправленным интервью вообще.

## Обработка результатов
При проведении анализа результатов фокусированного интервью следует учитывать ряд принципиальных моментов:

1. необходим наиболее корректный «перевод» высказываний и реплик респондентов на язык понятийно-категориального аппарата изучаемой проблемной области.

2. целесообразно учитывать уровень степени согласованности мнений респондентов.

3. следует выяснить, в какой степени мнения, суждения и характеристики участников фокусированного интервью являются типичными для изучаемой категории.